# Cosmopterix schmidiella
Cosmopterix schmidiella is een vlinder uit de familie prachtmotten (Cosmopterigidae). De wetenschappelijke naam werd voor het eerst geldig gepubliceerd in 1856 door Heinrich Frey.
De soort komt voor in Europa.